# N-Gage

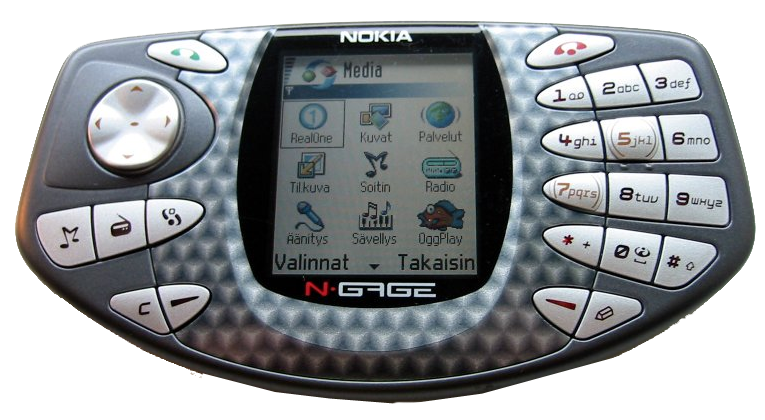
Nokia N-Gage

N-Gage är en kombinerad mobiltelefon och portabel spelkonsol av Nokia. N-Gage släpptes 2003 med Nokias uppfattning om att mobiltelefoni och konsolspel kan säljas som en enhet istället för att vara skilda enheter. Då den släpptes konkurrerade den huvudsakligen med Nintendos Game Boy Advance.
N-Gages design med mikrofonen placerad på telefonens sida har gett upphov till ett fenomen kallat side talking, eller på svenska elefantöra. Den 31 oktober tillkännagav Nokia att varumärket N-Gage kommer att gå i graven. Communitysajten N-Gage Arena läggs ner i början av 2010 och N-Gage.com stängs ner i september samma år.

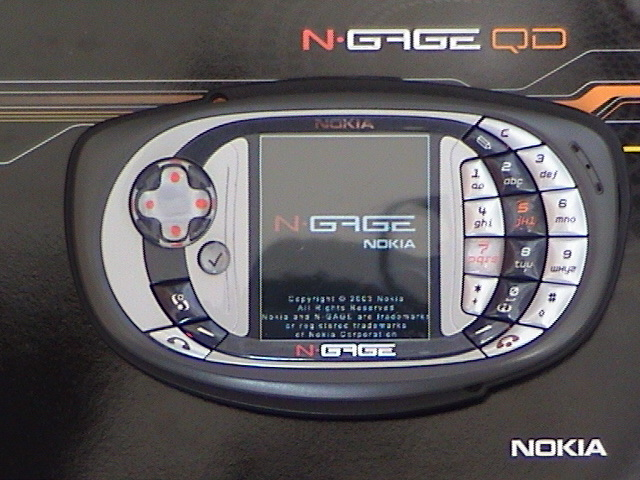
Nokia N-Gage QD

En tid senare släpptes en ny, förbättrad variant under namnet N-gage QD - för att under 2004 helt ersätta originalet och år 2005 komma med en silverutgåva. Denna modell hade en snyggare och lättare design, normal placering av mikrofon och högtalare för en naturlig hållning vid telefonsamtal, samt erbjöd ett betydligt bekvämare sätt för att sätta in spelkorten (på den tidigare modellen var man tvungen att ta bort batteriet för att göra detta). Nokia valde att även rationalisera bort några av N-Gage "Classics"-egenskaper, såsom möjligheten att kunna lyssna på radio och MP3-filer.

## N-Gage 2.0
Den 29 augusti 2007 utannonserade Nokia efterträdaren N-Gage 2.0 som man länge hade pratat om skulle komma; en mjukvaruapplikation tillgänglig för flera olika smartphone-modeller istället för en dedikerad spelenhet. Applikationen kommer att släppas för gratis nedladdning i november och då vara kompatibel med modellerna N73, N81, N81 8GB, N93, N93i, N95 samt N95 8GB.
Väl installerad i mobilen låter N-Gage 2.0 användaren skapa en egen användarprofil med möjligheten att ladda ner demospel, fulla versioner samt skicka meddelanden till andra användare.
- Project NeXt – Portal with N-Gage Next Generation